# Корокота
Корокота или Корокотта (лат: Corocotta) е Кантабрийски лидер, партизанин или бандит, който е живял през 1 век пр.н.е. Най-вероятно той е бил водач на въстанието на Кантабрите, срещу Римската империя.

## История
Според Дион Касий, Корокота нахлул с хората си в римските територии в Испания и извършил значителни грабежи в региона. Постоянните нападения от негова страна над римляните, принудили Гай Октавиан да предложи един милион сестерции за залавянето му. Противно на логиката, пред Август се явил самият Корокота, за да получи наградата. С този акт той впечатлил много първият римски император, който му дал наградата и пощадил живота му. Дион Касий е единственият източник в историята.

## Интерпретации
Независимо че информацията за Корокота е нищожна, особата му е обект на много интерпретации, поради времето в което е живял и извършвал своите действия в Кантабрия – последната испанска провинция, която водила борба срещу римските окупатори по време на Кантабрийската война. Дали той е бил бандит или лидер на местната съпротива е въпрос на спор. Единственият източник, който е Касий го определя като бандит, но Томас Грюневалд отбелязва, че гръцкият термин „ληστής (leistes)“ може да се използва в много по-широк смисъл – не само като бандит или разбойник, а също така и като бунтовник, съперник, отмъстител.
През 1943 г. Адолф Шултен изказва твърдението, че е много по-вероятно Корокота да е бил анти-римски бунтовник, а не просто обикновен бандит. Той поставя събитието разказано от Касий в годините 26 – 25 г. пр.н.е., когато Август е в Кантабрия. Тази версия позволява образа на Корокота да започне да се експлоатира в испанската литература и кино, като на патриот-герой, лидер на съпротивата срещу римското нашествие в Испания. През 1980 г. в град Сантандер е издигната статуя на Корокота.